# Джексон, Мэри (инженер)
Мэ́ри Дже́ксон (девичья фамилия Уи́нстон) (англ. Mary Jackson; 9 апреля 1921, Хамптон, Виргиния, США — 11 февраля 2005, там же) — американский математик и аэрокосмический инженер в Национальном консультативном комитете по воздухоплаванию (НАСА). Большую часть своей карьеры Мэри работала в Исследовательском центре Лэнгли в Хамптоне, штат Виргиния. Джексон начала работать в отделе вычислительных блоков, образованном в 1951 году. Мэри посещала курсы повышения квалификации инженеров и в 1958 году стала первой чернокожей женщиной-инженером НАСА.
После 34 лет работы в НАСА Джексон получила звание главного инженера. В роли менеджера Федеральной женской программы работала над тем, чтобы влиять на наём и продвижение женщин в научной, инженерной и математической карьерах НАСА.
История Мэри освещена в научно-популярной книге «Скрытые фигуры» 2016 года: Американская мечта и Нерассказанная история чернокожих женщин, которые помогли выиграть космическую гонку. Джексон была одна из трёх главных героинь фильма «Скрытые фигуры», экранизация которого вышла в том же году.
В 2019 году Мэри была посмертно награждена Золотой медалью Конгресса. В 2021 году штаб-квартира НАСА в Вашингтоне была переименована в штаб-квартиру НАСА имени Мэри У. Джексон. НАСА провело виртуальную церемонию присвоения имени.

## Биография
Мэри Уинстон родилась 9 апреля 1921 года в семье Эллы Уинстон (урожденной Скотт) и Фрэнка Уинстона. Она выросла в Хамптоне, штат Виргиния, где окончила среднюю школу с отличием. Уинстон получила степень бакалавра математики и физических наук в Хэмптонском университете в 1942 году. Мэри была посвящена в отделение Гамма Тета афроамериканского студенческого объединения Альфа Каппа Альфа в Хамптоне.
Джексон проработала более 30 лет в качестве лидера организации гёрлскаутов. В 1970-х годах она помогла афроамериканским детям из своего сообщества создать миниатюрную аэродинамическую трубу для испытаний самолётов.
Мэри была замужем с 18 ноября 1944 года на Леви Джексоне-старшем, моряке ВМС США, до его смерти в 1992 году. У них было двое детей, Леви Джексон-младший и Кэролин Мари Льюис. Мэри Джексон умерла 11 февраля 2005 года в возрасте 83 лет.

## Карьера
После окончания школы Мэри Уинстон в течение года преподавала математику в афроамериканской школе в округе Калверт, штат Мэриленд. В то время государственные школы на Юге все еще были сегрегированы. Она также начала заниматься репетиторством со студентами старших классов и колледжей, чем продолжала заниматься на протяжении всей своей жизни.
К 1943 году Мэри вернулась в Хамптон, где стала бухгалтером в Национальном католическом общественном центре. Она работала секретарём и клерком в отделе здравоохранения Хэмптонского института. В это время Мэри была беременна и в конце концов вернулась домой, чтобы родить сына. В 1951 году Джексон стала клерком в Управлении Главных полевых сил армии в Форт Монро.
В 1951 году Мэри была принята на работу в Национальный консультативный комитет по воздухоплаванию (NACA), на смену которому в 1958 году пришло Национальное управление по аэронавтике и исследованию космического пространства (НАСА). Джексон начинала как математик-исследователь (или компьютерщик) в Исследовательском центре Лэнгли в своем родном городе Хамптон, штат Виргиния. Мэри работала под руководством Дороти Воган в отдельном вычислительном отделе Западного региона.
В 1953 году Джексон приняла предложение работать у инженера Казимежа Чарнецкого в сверхзвуковом тоннеле давления. Аэродинамическая труба размером 4 на 4 фута (1,2 на 1,2 м) и мощностью 60 000 лошадиных сил (45 000 кВт) использовалась для изучения сил на модели, создавая ветер, скорость которого почти вдвое превышает скорость звука. Чарнецкий посоветовал Джексон пройти обучение, чтобы Мэри могла получить должность инженера. Чтобы получить право на эту работу, ей нужно было пройти курсы повышения квалификации по математике и физике. Им была предложена вечерняя программа Виргинского университета, проводимая в средней школе Хамптона, предназначенной для белых. Джексон обратилась к властям Хамптона с просьбой разрешить ей посещать занятия. После окончания курсов в 1958 году Мэри получила звание аэрокосмического инженера и стала первой чернокожей женщиной-инженером НАСА. Джексон проанализировала данные экспериментов в аэродинамической трубе и реальных лётных экспериментов на самолетах в Отделении теоретической аэродинамики Отдела дозвуковой и трансзвуковой аэродинамики в Лэнгли. Её целью было понять поток воздуха, включая силы тяги и сопротивления, чтобы улучшить самолёты США.
Джексон работала инженером в нескольких подразделениях НАСА: отделе исследований сжимаемости, отделе полномасштабных исследований, отделе высокоскоростной аэродинамики и отделе дозвуковой-трансзвуковой аэродинамики. Мэри является автором или соавтором 12 технических статей для NACA и НАСА. Джексон работала, чтобы помочь женщинам и другим меньшинствам продвинуться по карьерной лестнице, в том числе консультировала их, как учиться, чтобы претендовать на повышение по службе.
К 1979 году Мэри достигла самой высокой должности в инженерном отделе. Она решила понизиться в должности, чтобы работать администратором в области специалиста по равным возможностям. После прохождения обучения в штаб-квартире НАСА вернулась в Лэнгли. Джексон работала над тем, чтобы внести изменения и привлечь внимание к женщинам и другим меньшинствам, добившимся успеха в этой области. Мэри работала одновременно менеджером федеральной женской программы в Управлении программ равных возможностей и менеджером программы позитивных действий, а также работала над тем, чтобы повлиять на карьерный рост женщин на должностях в области науки, техники и математики в НАСА. Джексон продолжала работать в НАСА до выхода на пенсию в 1985 году.

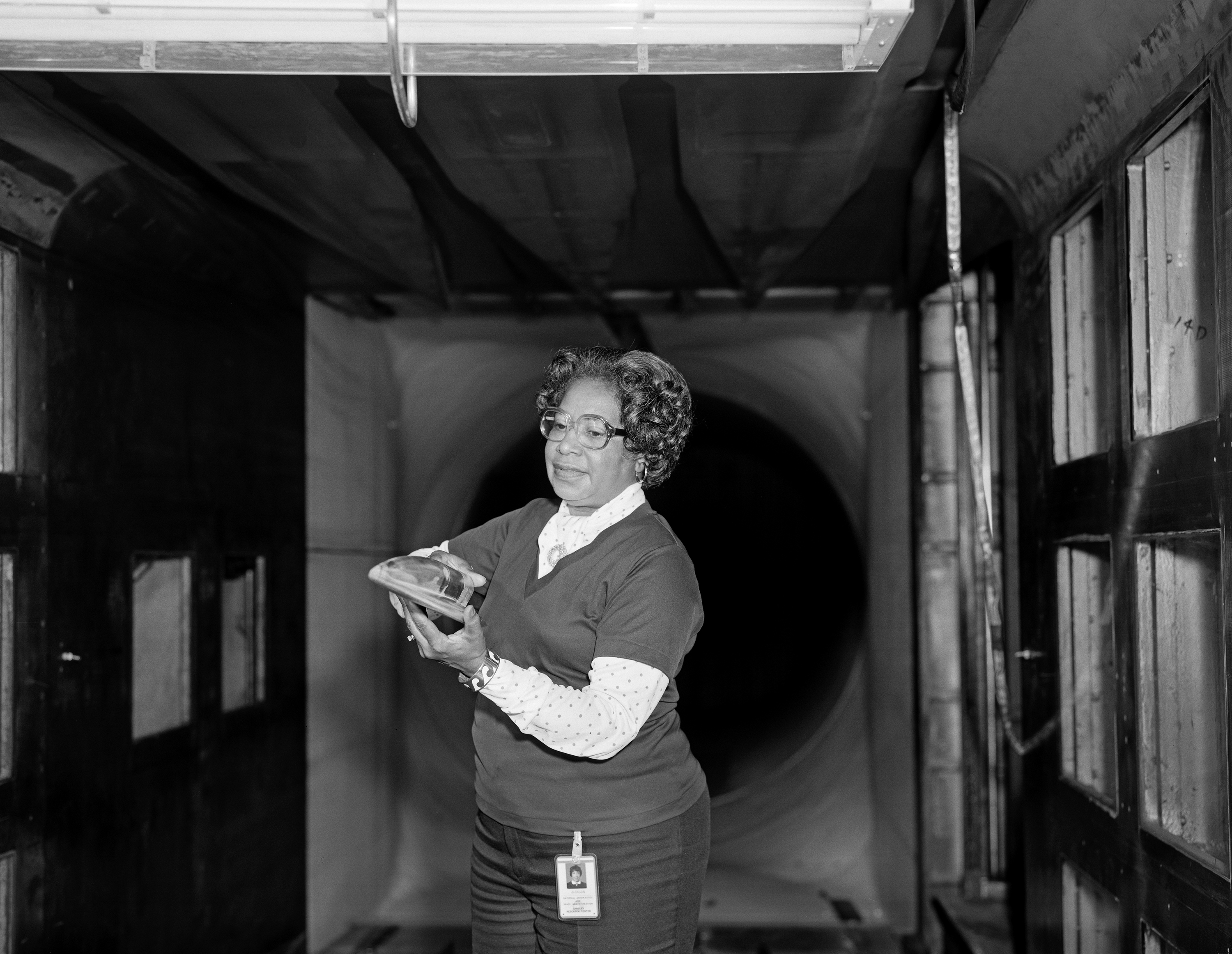
Джексон в 1977 году

## Память
В фильме 2016 года «Скрытые фигуры» рассказывается о карьере Мэри Джексон, Кэтрин Джонсон и Дороти Воган в НАСА, работавших над проектом «Меркурий» во времена космической гонки. Фильм основан на одноимённой книге Марго Ли Шеттерли. Джексон сыграла актриса Жанель Монэ.
В 2018 году школьный совет Солт-Лейк-Сити проголосовал за то, чтобы начальная школа имени Джексона в Солт-Лейк-Сити, штат Юта, была переименована в имя Мэри Джексон вместо президента Эндрю Джексона.
Здание штаб-квартиры НАСА в Вашингтоне (округ Колумбия) было переименовано в штаб-квартиру НАСА имени Мэри У. Джексон на виртуальной церемонии 26 февраля 2021 года.

## Награды
- В 1958 году Мэри Джексон стала первой афроамериканкой-женщиной, ставшей инженером.
- Премия группы Аполлон за достижения, 1969 год[10][16];
- Премия Дэниэлса выпускникам за выдающиеся заслуги перед молодежью из малообеспеченных слоев населения[16];
- Сертификат Национального совета негритянских женщин, Inc. за выдающиеся заслуги перед обществом;
- В 1972 году получила награду за выдающиеся заслуги за работу в Объединённой федеральной кампании, представляющей гуманитарные учреждения.
- Премия выдающегося волонтера Исследовательского центра Лэнгли, 1975 год[16];
- Доброволец года Исследовательского центра Лэнгли, 1976 год[10];
- Премия женского общества Йота Лямбда выдающейся женщине-учёному полуострова, 1976 год[16];
- Выдающаяся награда общественного центра Кинг-стрит[16];
- Премия Национальной технической ассоциации, 1976 год[16];
- Глава Hampton Roads «Книга золотых дел» за обслуживание[16];
- Почётная грамота Исследовательского центра Лэнгли, 1976—1977 года[16];
- Золотая медаль Конгресса, 2019 год[27][28];
- 6 ноября 2020 года в космос был запущен спутник (СuSat 17 или «Мэри», COSPAR 2020-079J), названный в её честь.